# Zhang Huikang
Zhang Huikang (张惠康S, Zhāng HuìkāngP; 22 luglio 1962) è un ex calciatore cinese, di ruolo portiere.

## Palmarès

### Club

#### Competizioni nazionali
- Hong Kong Premier League: 1

South China: 1991-1992
- Hong Kong Viceroy Cup: 1

South China: 1992-1993